# بدل‌کار (فیلم)
بدل‌کار (انگلیسی: The Stunt Man) فیلمی به کارگردانی ریچارد راش است که در سال ۱۹۸۰ منتشر شد. از بازیگران آن می‌توان به پیتر اوتول، باربارا هرشی، آلکس روکو، آلن گارفیلد و فیل برونس اشاره کرد.